# Марк Азіній Марцелл
Марк Азіній Марцелл (лат. Marcus Asinius Marcellus; ? — після 60) — політичний і державний діяч Римської імперії, консул 54 року.

## Життєпис
Походив з роду Азініїв. Син Марка Азінія Агріппи, консула 25 року. Про молоді роки мало відомостей. Став консулом у 54 році разом з Манієм Ацилієм Авіолою. Виконував свої обов'язки з січня до червня. Надалі значної ролі у державі не відігравав. У 60 році Марцелл був притягнутий до суду, але завдяки втручанню імператора Нерона, Марка Азінія було виправдано.

## Родина
Діти:
- Марк Азіній Марцелл, консул 104 року.
- Азінія Марцелла